# حمزه باری
حمزه باری (انگلیسی: Hamza Barry؛ زادهٔ ۱۵ اکتبر ۱۹۹۴) بازیکن فوتبال اهل گامبیا است.
از باشگاه‌هایی که در آن بازی کرده است می‌توان به باشگاه فوتبال والتا، باشگاه فوتبال هاپوئل تل آویو، باشگاه فوتبال مکابی نتانیا، باشگاه فوتبال هایدوک اسپلیت، و باشگاه فوتبال آپولون لیماسول اشاره کرد.
وی همچنین در تیم‌های ملی فوتبال زیر ۲۰ سال گامبیا و گامبیا بازی کرده است.